# Махлуп, Фриц
Фриц Махлуп (нем. Fritz Machlup; 15 декабря 1902, Винер-Нойштадт, Австрия — 30 января 1983, Принстон) — австрийский и американский экономист.

## Биография
Учился в Венском университете. Защитил докторскую диссертацию в 1923 году под руководством Людвига фон Мизеса.
В 1933 году эмигрировал в США в связи с приходом Гитлера к власти в Германии, получил гражданство США в 1940 году. Преподавал в университетах Баффало, Джонса Хопкинса и Принстоне. Президент Международной экономической ассоциации (1971—1974), стал президентом Американской экономической ассоциации в 1966 году. Лауреат премии Б. Хармса (1974).